# 国際貿易センター (ベルリン)
国際貿易センター（ドイツ語: Internationales Handelszentrum, IHZ）は、ドイツ・ベルリンミッテ区の高層ビルである。このビルは旧東ベルリンのゲオルゲン通り、プランク通り、ドロテーン通り、フリードリヒ通りで囲まれた街区にあり、高さ93.5m、25階建てである。このビルは日本の鹿島建設により、同社の設計・施工で建てられたもので、1976年に着工し、1978年に竣工した。このビルの目立った特徴は、表と裏に大きな黒い窓面があり、それらが白い、窓のない縁に囲まれていることである。平面形状は長方形である。

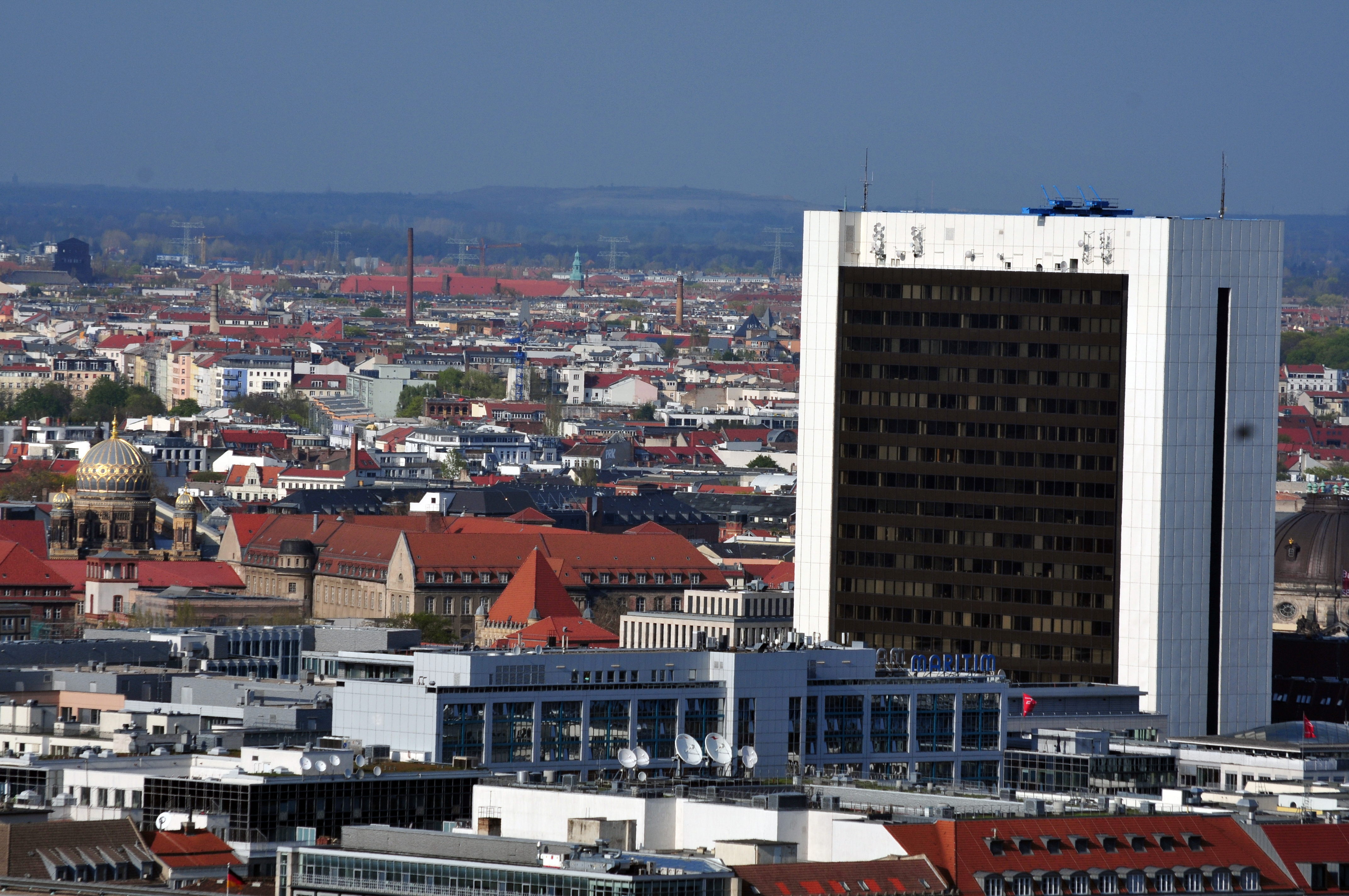
IHZ Blick ポツダマー・プラッツからの眺め

2000年まではフリードリヒ通りに面した側に3階建ての低層棟があり、中にレストランと店舗があった。この低層棟は取り壊され、代わりに2棟の高さ35mのビルが増設された。これらのビルには現在、住宅、オフィス、ホテルが入っている。この建物複合体にはさらに600台の乗用車を収容できる駐車場ビルも含まれている。2003年には自動車メーカー、オペル社のロゴマークが高層棟の屋上に取り付けられた。
この建物には以前から弁護士事務所、商社（1982年に設立された武器輸出会社イメス輸出入有限会社も含まれる）、航空会社が入居していた。ドイツ民主共和国（東ドイツ）時代にもすでに数か国の大使館がここに居を構えていた。1999年から2004年3月まではオランダ大使館が、1999年から2005年4月までは、カナダ大使館が、それぞれの大使館の建物が完成するまで過渡的に国際貿易センター(IHZ)に入居していた。
現在は15か国以上の合計135社の企業が入っている。

## 基本データ
- 場所：ベルリン
- 施工期間：1976年〜1978年
- 建築家：鹿島建設

## 用途 法律関係
- 用途：オフィス

## 技術データ
- 高さ：93.5m
- 屋根までの高さ：93.5m
- 階数：25
- 高さの比較：ベルリン第10位

## 所在地
- 都市：ベルリン